# Tenis ziemny na letnich igrzyskach olimpijskich
Tenis jest jedną z dyscyplin olimpijskich, która na stałe została włączona do programu igrzysk od 1988, kiedy to odbyły się XXIV igrzyska zorganizowane w Seulu. Wcześniej tenis był elementem programu igrzysk pomiędzy I igrzyskami w Atenach a VIII igrzyskami w Paryżu. Dwukrotnie tenis gościł na arenach igrzysk olimpijskich jako dyscyplina pokazowa. Miało to miejsce w 1968 roku w Meksyku oraz w 1984 roku w Los Angeles. Pierwszymi mistrzami olimpijskimi ery nowożytnej w grze pojedynczej zostali Brytyjczycy John Pius Boland (Ateny, 1896) oraz Charlotte Cooper (Paryż, 1900). Obecnymi mistrzami olimpijskimi z 2024 roku z Paryża są Chinka Zheng Qinwen i Serb Novak Đoković w grze pojedynczej, Włoszki Sara Errani i Jasmine Paolini oraz Australijczycy Matthew Ebden i John Peers w grze podwójnej, a także Czesi Kateřina Siniaková i Tomáš Macháč w grze mieszanej.
Obecnie w skład zawodów olimpijskich wchodzi pięć konkurencji: gra pojedyncza mężczyzn i kobiet oraz gra podwójna mężczyzn i kobiet, a także gra mieszana. Przed rokiem 1924 wyróżniano także halowe konkurencje gry pojedynczej kobiet i mężczyzn, halowy turniej gry podwójnej mężczyzn.
Kilkakrotnie podczas konkurencji tenisowych w ramach letnich igrzyskach olimpijskich nie rozgrywano meczu o trzecie miejsce. Wówczas zawodnicy wyeliminowani na etapie półfinałów otrzymywali ex aequo brązowe medale. Zdarzyło się tak podczas igrzysk olimpijskich w Atenach (1896), Paryżu (1900), Saint Louis (1904), Seulu (1988) i Barcelonie (1992).

## Medaliści olimpijscy
W klasyfikacji medalowej igrzysk olimpijskich prowadzi reprezentacja Stanów Zjednoczonych z liczbą 21 złotych, 7 srebrnych i 13 brązowych medali. W sumie Amerykanie zdobyli 41 medali. Drugie miejsce zajmują Brytyjczycy, ustępując Amerykanom o 4 złote medale, ale w łącznej liczbie medali wyprzedzając o 2.
W klasyfikacji medalowej znajdują się także państwa, które już nie istnieją (Czechosłowacja, Bohemia) oraz związki państw, które tworzone były jedynie na potrzeby igrzysk olimpijskich. Wówczas zawodnicy kilku państw sąsiednich startowali w barwach tej samej flagi (Australazja, wspólna reprezentacja, skupiająca kraje byłego Związku Socjalistycznych Republik Radzieckich, oraz drużyna mieszana, czyli zbiór zawodników startujących wspólnie z reprezentantami innych państw).